# جونيوس سبنسر مورغان
جونيوس سبنسر مورغان (بالإنجليزية: Junius Spencer Morgan)‏، كان رجل أعمال ومصرفي أمريكي، ولد في غرب سبرينغفيلد (الآن هوليوك)، ماساتشوستس، الولايات المتحدة.

## حياته المهنية
بدأ حياته المهنية في عام 1829 بالتحاقه بالعمل في ألفريد ويلز في بوسطن.
في 1836، تزوج من والدة جون بيربونت مورجان، جوليت. من 1836 إلى 1853، كان يعمل في مجال السلع الجافه. تبرع بالمال لكلية ترينيتي بهارتفورد.
من 1854، كان شريكا مع جورج بيبودي في البيت الإنجليزي المصرفي جورج بيبودي وشركاه، بعد عشر سنوات، تولى رئاسة الشركة خلفا لبيبودي وغير اسمها إلى جي اس مورجان وشركاه.
عند وفاته، في 1890، ترك ثروة تقدر ب $10,000,000.